# Егіка
Егіка (близько 610–702) — король вестготів в Іспанії та Септиманії у 687-702 роках.

## Життєпис

### Претендент
Походив з династії Хінтіли. Син принцеси Аріберги, батько походив із вестготської знаті (ім'я невідоме). Був небожем короля Вамби та онуком короля Тульґи. Був претендентом на трон держави з огляду на відсутність дітей у Вамби. Після повалення останнього у 680 році, Егіка зберіг своє майно та становище.
Згодом оженився на доньці короля Ервіга та отримав посаду дукса (герцога). Той змусив Егіку дати клятву не чинити шкоди родині Ервіга. Після цього у 687 останній призначив Егіку своїм спадкоємцем. У листопаді того ж року після смерті короля Егіка став новим володарем Вестготської держави.

### Королювання
Егіка було помазано на правління 24 листопада 687 році митрополитом Юліаном Толедським. Вже 11 травня 688 року за рішенням нового короля було скликано XV Толедський собор під головуванням Юліана Толедського та за участі 60 єпископів з Іспанії і Септіманії. На ньому Егіка виступив проти політики попередника, особливо щодо конфіскацій майна прихильників Вамби. Собор звільнив короля від клятв покійному Ервігу, що розв'язало руки Егіка для дій проти прихильників останнього.
690 року король влаштував II Тарраконський собор, який загалом підтверджував канони XV Толедського собору. У 691 році за наказом Егіки відбувся III Сарагоський собор, на якому прийнято рішення, що вдова короля повинна була піти в монастир. Цим Егіка намагався попередити можливість появи претендентів, які через шлюб із вдовою померлого Ервіга мали б можливість претендувати на трон. На цьому ж соборі за наполяганням короля було прийнято постанову, за якою поверталася свобода тим церковним вільновідпущенникам, які були звільнені без спеціальної грамоти і на цій підставі новими єпископами знову наверталися в рабство. Водночас були здійснені кроки на посилення королівської влади й приборкання знаті.
Погіршення стосунків з частиною аристократів, яка підтримувала родину Ервіга, призвело до повстання навесні 692 року в Толедо. У ньому брали участь представники служивої знаті, яких підтримав митрополит Сісіберт Толедський. Останній оголосив королем Суніфреда (ймовірно родича Ервіга). Лише у 693 році королю вдалося придушити змову. Він позбавив посади митрополита Сісіберта. На його місце було поставлено Фелікса Севільського, в свою чергу севільським єпископом став Фаустин Бразький, на місце якого призначено Фелікса Опортського. Проте побоюючись негативної реакції кліру на втручання в церковні справи, Егіка вирішив зібрати новий собор і легалізувати ці призначення. Водночас задля посилення керованістю державою у 693 році призначив свого сина Вітіцу співволодарем.
У 693—694 роках у королівстві вирувала потужна епідемія бубонної чуми, від якої померла значна частина населення Іспанії та Септиманії. Це погіршило економічне становище, що в свою чергу викликало селянські повстання та виступи аристократії. Бажаючи залагодити стосунки з останньою, король видав дозвіл на посилення влади землевласників над вільновідпущенниками, їхніми нащадками, а також рабами.
У травні 693 року XVI Толедський собор схвалив усі рішення короля, прийняті щодо призначення на церковні посади. Водночас було прийнято постанову, за якою будь-яка людина, яка вчиняла заколот, незалежно від її статусу, повинна бути позбавлена свого майна, а сама, й усі її нащадки ніколи не зможуть обіймати жодної придворної посади. Спеціально було обумовлено, що дійсні всі закони, які видавали Гіндасвінт і Вамба. За наполяганням короля собор прийняв постанову, спрямовану на захист майна місцевих сільських церков від зазіхань єпископів.
У 694 році Егіка скликав XVII Толедський собор, на якому було прийнято спеціальну постанову щодо захисту королівських нащадків, зокрема вказувалося, що якщо королева Кіксілона залишиться вдовою і матиме потомство, то ніхто не зможе примушувати її синів і дочок стати монахами і вони зможуть вільно розпоряджатися батьківським майном. Водночас собор продовжив антиюдейську політику попередників, що було викликано начебто викриттям змови частини юдеїв, які закликали арабів напасти на королівство. У результаті усі «змовники» виганялися за межі держави, їх майно конфісковувалося. Королю було надано право продавати юдеїв на свій розсуд. Євреям заборонялося відвідувати ринки й вести торгівлю з християнами. Також юдеї, які не бажали прийняти хрещення, зобов'язувалися надалі сплачувати особливий податок, за який вони несли колективну відповідальність. Діти юдеїв після досягнення 7-річного віку передавалися на виховання в християнські родини.
Незабаром після собору — наприкінці 694 або на початку 695 року — Егіка розлучився з дружиною, підкреслюючи тим самим повний розрив із родом колишнього короля Ервіга.
Наприкінці правління посилилися зовнішні загрози. Спочатку, у 698 році, південь Піренеїв атакував візантійський флот, який мав намір підготувати базу для повернення імперії Бетіки. Проте місцевий аристократ Теодемір на чолі власних загонів відбив цю атаку. Водночас північ королівства атакували франки Евдеса, герцога Аквітанії, і Егіка вимушений був рушити до Септиманії. Протягом 698—699 років король відбив напад ворогів й придушив повсталу знать.
Разом із тим невдоволення знаті посилювалося, що викликало жорстоку реакцію з боку короля. Побоюючись претендентів на трон, Егіка наказав осліпити Теодефреда, сина короля Гіндасвінта, та відправити під охороною до Кордови.
Незадовго до смерті, у 701 році, Егіка закликав сина і співолодаря Вітіцу з Туї, де той перебував до того часу, до Толедо. Передав останньому фактичну владу, яка стала одноосібною після смерті Егіки у листопаді або грудні 702 року.

## Родина
Дружина — Кіксілона, донька короля Ервіґа
Діти:
- Вітіца (687—710), король у 693—710 роках
- Сісебут (д/н—734), граф Коїмбри

1 бастард — Оппас (685—близько 722), єпископ Севільї